# Колумбийски горки пъдпъдък
Колумбийският горски още герданест горски пъдпъдък (Odontophorus strophium), е вид птица от семейство Odontophoridae. Видът е застрашен от изчезване.

## Разпространение
Видът е разпространен в Колумбия.